# Koniuszki (obwód iwanofrankiwski)
Koniuszki – wieś na Ukrainie, w rejonie rohatyńskim obwodu iwanofrankiwskiego, nad Gniłą Lipą.
W 2025 roku liczyła 1086 mieszkańców. Przez wieś przebiega ukraińska droga krajowa N09.
W II Rzeczypospolitej miejscowość była siedzibą gminy wiejskiej Koniuszki w powiecie rohatyńskim województwa stanisławowskiego.